# Buxton F.C.
Buxton FC là một câu lạc bộ bóng đá có trụ sở tại Buxton, Derbyshire, Anh. Đội bóng hiện thi đấu tại National League North và có sân nhà ở Silverlands.

## Danh hiệu
- Northern Premier League
  - Nhà vô địch Division One mùa giải 2006–07
  - Nhà vô đichh President's Cup các mùa giải 1981–82, 2006–07[2]
- Northern Counties East League
  - Nhà vô địch mùa giải 2005–06
  - Nhà vô địch President's Cup các mùa giải 2004–05, 2005–06[3]
- Cheshire County League
  - Nhà vô địch mùa giải 1972–73
  - Nhà vô địch League Cup các mùa giải 1956–57, 1957–58, 1968–69[2]
- Manchester League
  - Nhà vô địch mùa giải 1931–32
  - Nhà vô địch League Cup các mùa giải 1925–26, 1926–27
- Derbyshire Senior Cup
  - Nhà vô địch các mùa giải 1938–39, 1945–46, 1956–57, 1959–60, 1971–72, 1980–81, 1985–86, 1986–87, 2008–09, 2011–12[2]

## Thống kê
- Kỷ lục khán giả đến sân: 6,000 người trong trận đấu với Barrow, FA Cup first round, 1962–63[3]
- Cầu thủ ra sân nhiều nhất: David Bainbridge, 642 lần[3]
- Cầu thủ ghi bàn nhiều nhất: Mark Reed, 251 bàn trong 469 trận
- Phí chuyển nhượng kỷ lục đã trả: £5,000 đến Hyde United cho cầu thủ Gary Walker, 1989[3]
- Phí chuyển nhượng kỷ lục nhận được: £16,500 từ Rotherham United cho cầu thủ Ally Pickering, 1989[3]
- Thành tích tốt nhất tại FA Cup: Vòng ba mùa giải 1951–52[4]
- Thành tích tốt nhất tại FA Trophy: Tứ kết các mùa giải 1970–71, 1971–72[4]
- Thành tích tốt nhất tại FA Vase: Vòng năm mùa giải 2005–06[4]